# Potemnitev sonca (sura)
Potemnitev sonca (arabsko At-Takwir) je 81. sura (poglavje) v Koranu, ki jo sestavlja 29 ajatov (verzov). Je meška sura.
Med opravljanjem molitve (salata oz. namaza) pri tej suri verniki opravijo 1 ruku' (priklon).